# Lodewijk van Nassau-Saarbrücken
Lodewijk van Nassau-Saarbrücken (Saarbrücken, 3 januari 1745 - Aschaffenburg, 2 maart 1794) was de laatste vorst van Nassau-Saarbrücken. Hij stamde uit de Walramse Linie van het Huis Nassau.

## Biografie
Lodewijk was de oudste zoon van vorst Willem Hendrik van Nassau-Saarbrücken en Sophie van Erbach-Reichenberg, dochter van graaf George Willem van Erbach-Reichenberg en Sophie Charlotte van Bothmer. Net als zijn vader werd hij opgeleid aan de Universiteit van Straatsburg. Op 20 maart 1758 werd hij benoemd tot kolonel van het regiment Nassau-Infanterie. Een vormingsreis bracht hem van 1759 tot 1766 naar Engeland, Frankrijk, Duitsland en de Nederlanden. In 1760 werd hem de Hubertusorde verleend. Op 30 oktober 1766 keerde Lodewijk terug in Saarbrücken.
Lodewijk volgde in 1768 zijn vader op als vorst van Nassau-Saarbrücken. Hij zette het economische beleid grotendeels voort, maar was in toenemende mate onderworpen aan bezuinigingen, zodat hij zijn heerlijkheid Jugenheim in Rheinhessen van 1769 tot 1777 aan het vorstendom Nassau-Usingen verpandde. In 1770 vroeg hij bij keizer Jozef II de inzet van een schuldaflossingcommissie aan, die tot 1782 bestond. Tot spaarzaamheid bij de hofhouding verplicht, verplaatste hij zijn regeringszetel naar de kleinere jachthuizen in de omgeving van Saarbrücken.
Ondanks een beleid van zuinigheid lukte het Lodewijk om bouwkundig actief te blijven. Hij liet in 1769 het paleis en de tuinen Ludwigsberg op de Malstatter Bann aanleggen. De onder zijn vader door Friedrich Joachim Stengel begonnen Ludwigskirche in Saarbrücken liet hij in 1775 voltooien. Ook liet hij in Saarbrücken een theater bouwen.
In 1769 benoemde koning Lodewijk XV van Frankrijk Lodewijk tot brigadegeneraal van de infanterie. In 1770 volgde de benoeming tot kolonel van het huzarenregiment Royal Nassau en in 1771 de benoeming tot maréchal de camp. In de periode 1773-1775 sloten Frankrijk en Nassau-Saarbrücken verdragen over het recht van vrije vestiging van hun inwoners.
Lodewijk kocht in 1778 de heerlijkheid Püttlingen (in Saarland) waarvan zijn vader in 1766 de soevereiniteit had verkregen.
Als heerser van het verlichte absolutisme zette Lodewijk talrijke interne reorganisaties in de zin van de Verlichting door: van de land- en bosbouw (in 1783), het onderwijs (20 november 1783), en de procesorde, inclusief de afschaffing van marteling (in 1778). Op 9 november 1777 kondigde hij een verordening af die openbare dronkenschap, het kaart- en dobbelspel, en het dansen verbood. 
Lodewijk was vrijmetselaar en lid van de op 7 augustus 1779 gestichte St. Heinrichs-Loge (Les Braves Maçons de Saint-Henri) in Saarbrücken. 
In 1783 sloot Lodewijk een erfverdrag (Erneuerte Nassauische Erbverein) met Karel Willem van Nassau-Usingen, Karel Christiaan van Nassau-Weilburg en Willem V van Oranje-Nassau om de eenheid van de Nassause gebieden te bewaren. Daarbij werd onder andere voor het gehele Huis Nassau het eerstgeboorterecht ingevoerd. In 1788 stichtte Lodewijk de Orde van de Ware Trouw.
Op 31 oktober 1791 vielen Franse revolutionaire troepen onder generaal Ligneville Saarbrücken binnen. Op 13 mei 1793 vluchtte Lodewijk, die in slechte gezondheid was, met zijn vrouw en kinderen via Mannheim naar Aschaffenburg in Keur-Mainz, waar hij in ballingschap ging. Daar overleed hij in 1794. Hij werd begraven in de Laurentiuskerk te Usingen. Zijn gebeente werd op 23 november 1995 in de Slotkerk te Saarbrücken herbegraven.

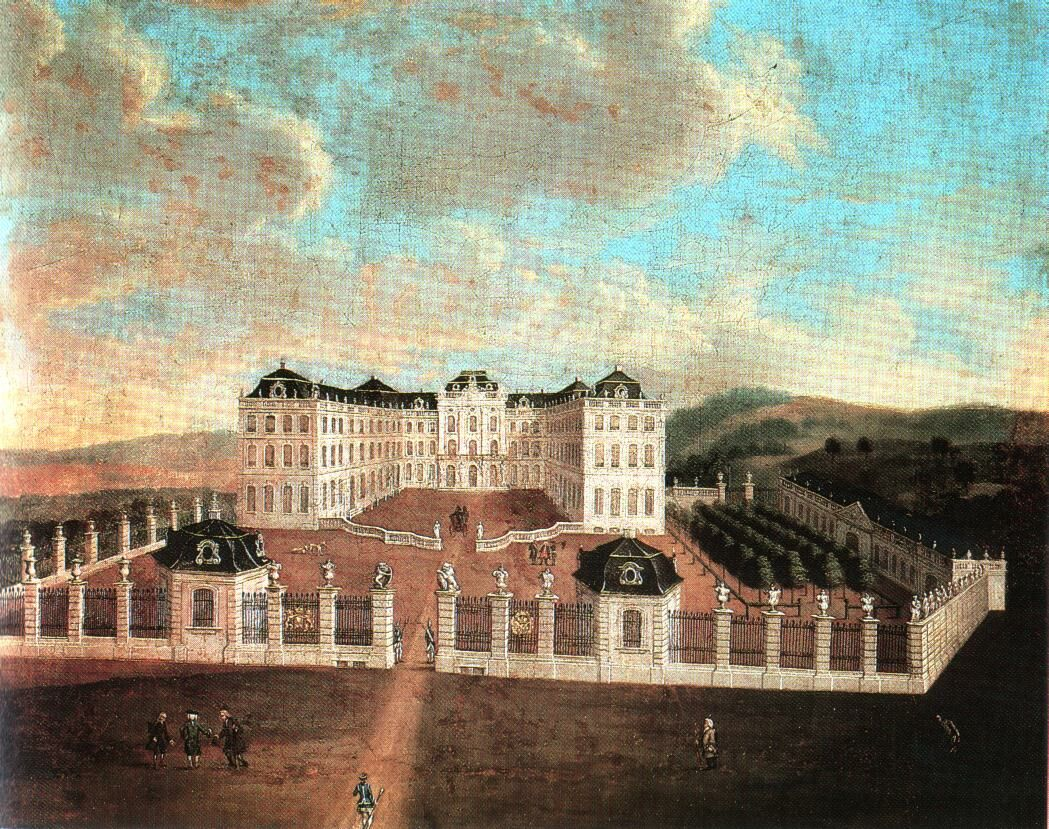
Slot Saarbrücken
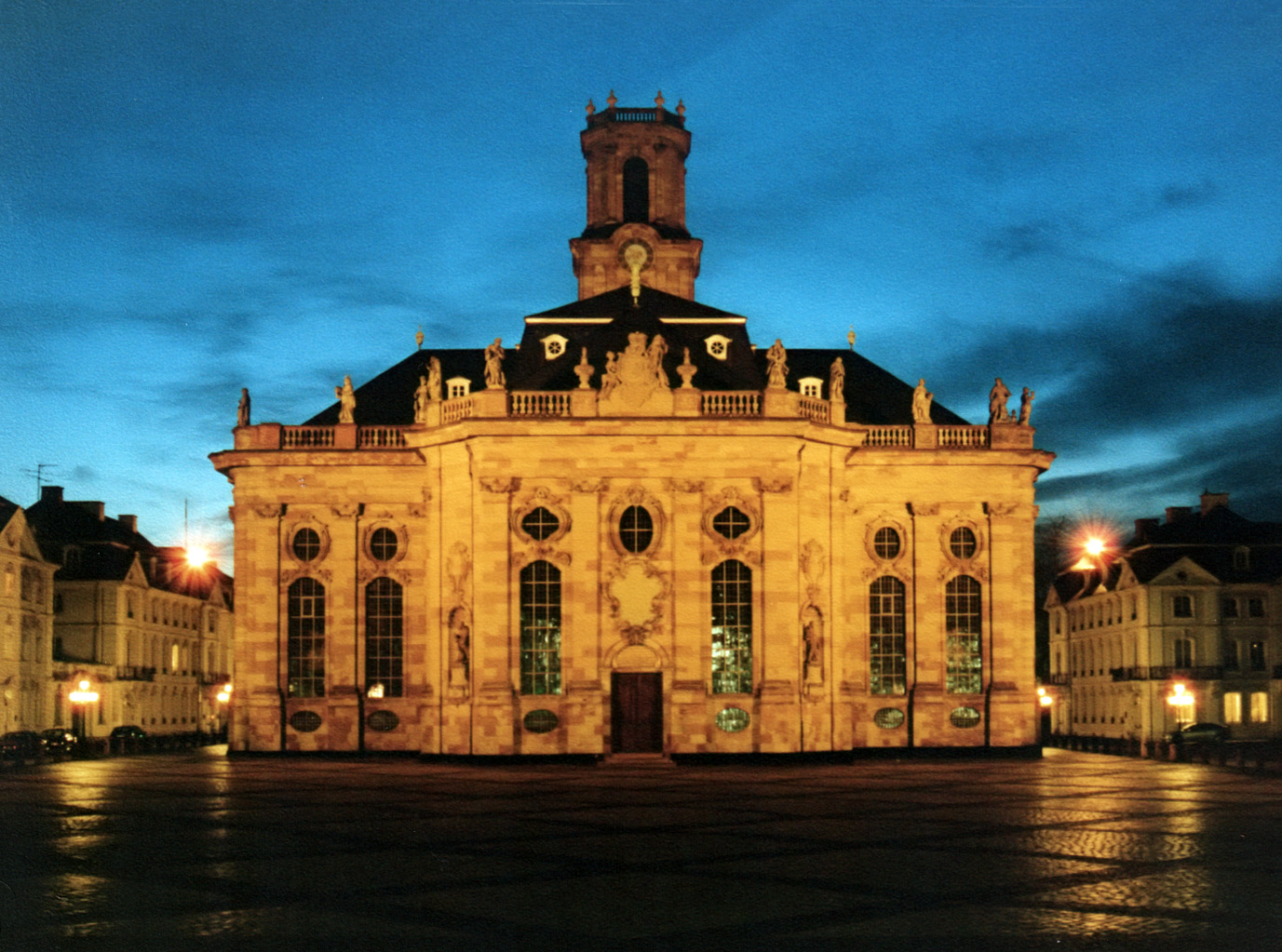
Ludwigskirche, Saarbrücken
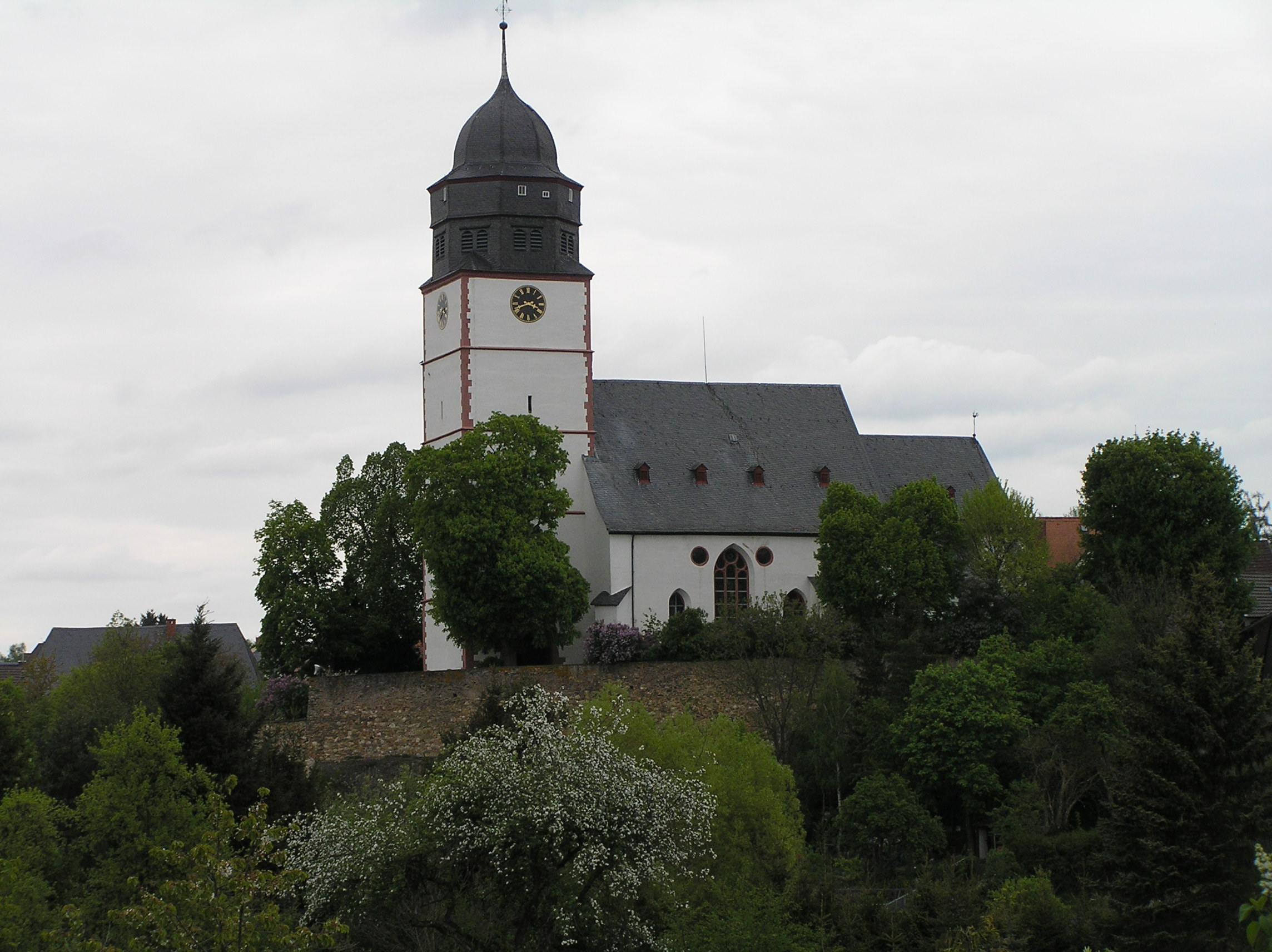
Laurentiuskerk, Usingen
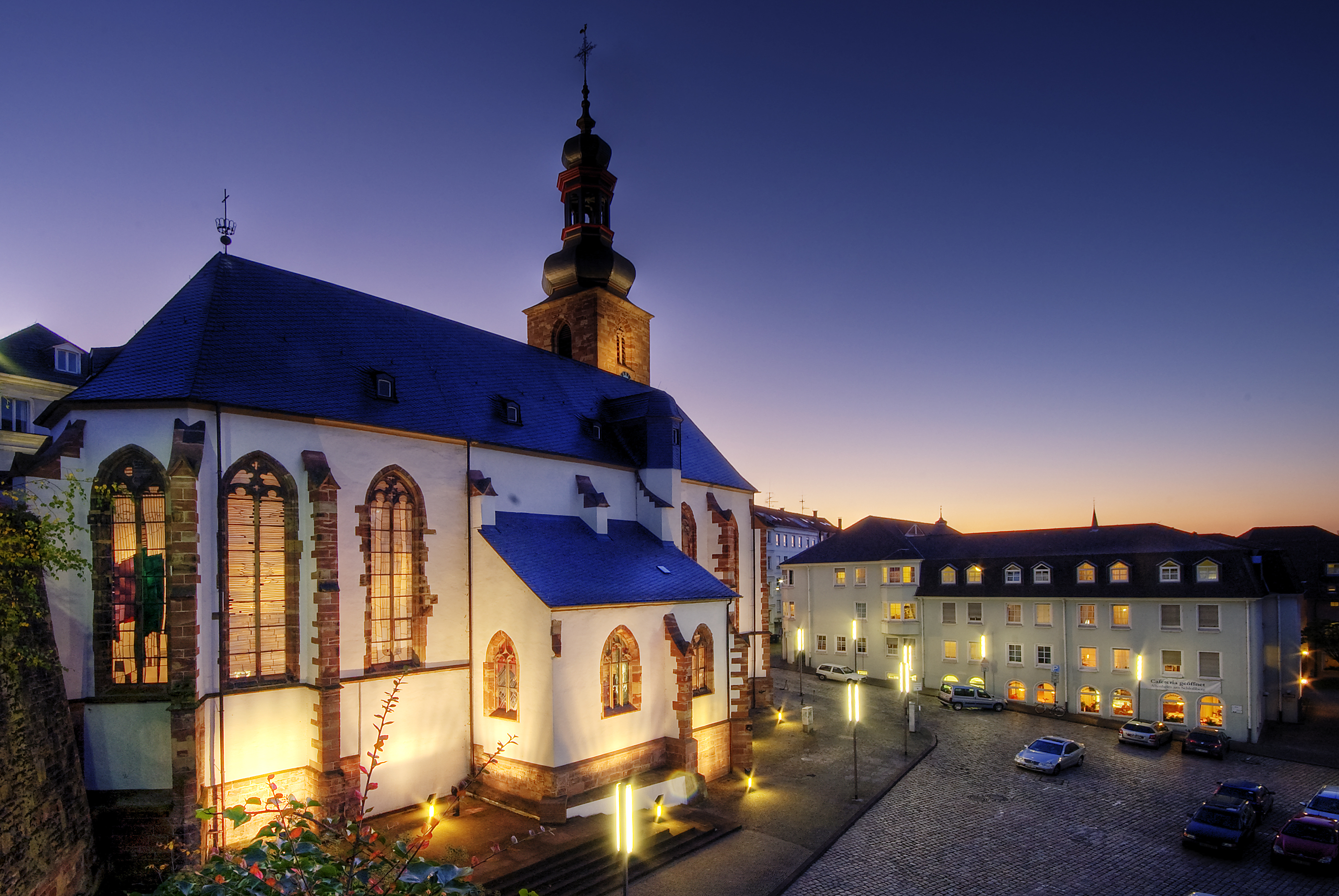
Slotkerk, Saarbrücken

## Huwelijken en kinderen
Lodewijk huwde te Slot Schwarzburg op 30 oktober 1766 met Wilhelmina Sophia Eleonora van Schwarzburg-Rudolstadt (Rudolstadt 22 januari 1751 - Saarbrücken 17 juli 1780), dochter van vorst Johan Frederik van Schwarzburg-Rudolstadt en Bernhardina van Saksen-Weimar.

Uit dit huwelijk werd geboren:
1. Hendrik Lodewijk Karel Albrecht (Saarbrücken 9 maart 1768 - Cadolzburg 27 april 1797).

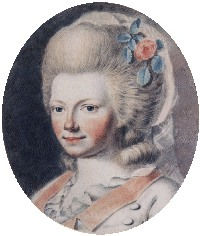
Katharina Kest

Lodewijk hertrouwde morganatisch te Saarbrücken op 28 februari 1787 met Katharina Margaretha Kest, (Fechingen 1 maart 1757 - Mannheim 11 december 1829), dochter van de horige landbouwer Johann Georg Kest (1702-1762) en zijn derde vrouw Anna Barbara Wohlfahrt (1717-1795). In de volksmond werd ze das Gänsegretel von Fechingen (de ganzenhoedster van Fechingen) genoemd. In het jaar 1781 werd Katharina door hertog Karel II August van Palts-Zweibrücken verheven tot Frau von Ludwigsberg (genoemd naar de Ludwigsberg in Maltstatt). De buitenechtelijke kinderen werden op 20 november 1781 gelegitimeerd door keizer Jozef II. Katharina werd op 24 november 1781 te Wenen verheven tot rijksbarones van Ottweiler en op 27 juli 1784 te Wenen tot rijksgravin van Ottweiler. Lodewijk liet haar op 8 maart 1787 als heersende vorstin van Nassau-Saarbrücken uitroepen. Hoewel Lodewijk het huwelijk niet als morganatisch bedoelde, werd het door overige vorsten van Nassau alleen als morganatisch erkend. Ze erkenden de kinderen uit het huwelijk niet als erfgenamen van Nassau-Saarbrücken. Op 22 januari 1789 kocht Lodewijk de heerlijkheid Dillingen voor een prijs van 225.000 frank en liet in april 1789 door koning Lodewijk XVI van Frankrijk de heerlijkheid Dillingen tot hertogdom en zijn vrouw Katharina tot hertogin van Dillingen verheffen, welke verheffing op 23 mei 1789 door het Parlement van Nancy werd geregistreerd. Tegelijkertijd liet hij het bestaande Slot Dillingen tot een kleine hertogelijke residentie uitbreiden.
Uit deze relatie en het latere huwelijk werden de volgende kinderen geboren:
1. Ludwig Albrecht Reichsherr von Ottweiler (Saarbrücken, 19 juni 1775[13] - Saarbrücken, 13 april 1784).[14]
2. Ludwig Carl Reichsgraf von Ottweiler (Saarbrücken, 30 mei 1776[1][2][3] - (gesneuveld) Urserental, Zwitserland, 16 augustus 1799),[1][2] was kapitein in Pruisische dienst.[15]
3. Luise Reichsgräfin von Ottweiler (Saarbrücken, 11 april 1778[16] - Mannheim, 9 maart 1855),[17] huwde te Mannheim (?) op 6 januari 1802 (protestant) en te Berlijn in 1803 (katholiek)[18] met Anton Joseph Fischer (Wenen, 1780 - Mannheim, 9 oktober 1862).[19] Fischer was operazanger en componist.
4. Ludwig Heinrich August[20] von Ludwigsberg (Saarbrücken, 28 februari 1779[21] - Saarbrücken, 7 juni 1781).[22]
5. Ludwig Reichsgraf von Ottweiler (Saarbrücken, 24 februari 1785[23] - Mannheim, 3 mei 1796).[24]
6. Luise Katharina Reichsgräfin von Ottweiler (Saarbrücken, 4 maart 1786[25] - Mosbach, 23 mei 1818),[1][2][3] huwde te Mauer bij Heidelberg op 25 september 1810[1][2] met Heinrich Friedrich Wilhelmi (17 maart 1786[26] - Baden-Baden, augustus 1860).[27] Wilhelmi was directeur van het lyceum te Heidelberg en hofraad van de groothertog van Baden.[28]
7. Ludwig Karl Adolf Moritz Reichsgraf von Ottweiler (Saarbrücken, 3 juni 1789[1][2][3] - Vilnius, 10 december 1812),[1][2][3] was luitenant in Württembergse dienst.

Uit zijn relatie met Friederike Amalie Freifrau von Dorsberg (oorspronkelijk Friederike Amalie Dern (Saarbrücken 12 maart 1753 - Saarbrücken 12 april 1802)) had Lodewijk de volgende buitenechtelijke kinderen:
1. Frederika Luisa Freifrau von Dorsberg (geboren 18 februari 1771), huwde met François Leclerc d'Alteville.
2. Ludwig Carl Philipp Freiherr von Dorsberg (23 februari 1774 - 1871). Zijn adeldom werd 20 april 1828 van Pruisische zijde erkend.